# Асінівський район
А́сінівський район (рос. Асиновский район) — адміністративна одиниця Томської області Російської Федерації.
Адміністративний центр — місто Асіно.

## Населення
Населення району становить 33246 осіб (2019; 36459 у 2010, 40979 у 2002).

## Адміністративно-територіальний поділ
На території району 1 міське та 6 сільських поселень:
| Поселення                            | Площа, км² | Населення, осіб (2002) | Населення, осіб (2010) | Населення, осіб (2019) | Центр           | Населені пункти |
| ------------------------------------ | ---------- | ---------------------- | ---------------------- | ---------------------- | --------------- | --------------- |
| Асінівське міське поселення          | -          | 28068                  | 25618                  | 24141                  | Асіно           | 1               |
| Батуринське сільське поселення       | -          | 2486                   | 2077                   | 1614                   | Батурино        | 3               |
| Большедороховське сільське поселення | -          | 1214                   | 1117                   | 923                    | Больше-Дорохово | 6               |
| Новиковське сільське поселення       | -          | 1744                   | 1386                   | 1231                   | Новиковка       | 10              |
| Новокусковське сільське поселення    | -          | 2681                   | 2270                   | 1968                   | Ново-Кусково    | 5               |
| Новоніколаєвське сільське поселення  | -          | 3198                   | 2537                   | 2099                   | Новоніколаєвка  | 10              |
| Ягодне сільське поселення            | -          | 1588                   | 1454                   | 1291                   | Ягодне          | 5               |

## Найбільші населені пункти
Населені пункти з чисельністю населення понад 1000 осіб:
| № | Населений пункт | Населення, осіб (2002) | Населення, осіб (2010) |
| - | --------------- | ---------------------- | ---------------------- |
| 1 | Асіно           | 28 068                 | 25 618                 |
| 2 | Батурино        | 2 082                  | 1 783                  |
| 3 | Ново-Кусково    | 1 534                  | 1 415                  |